# Madrid (Nebraska)
Madrid è un villaggio degli Stati Uniti d'America della contea di Perkins nello Stato del Nebraska. La popolazione era di 231 persone al censimento del 2010.

## Storia
Madrid fu progettata nel 1887 quando la ferrovia fu estesa a quel punto. Prende il nome da Madrid, la capitale della Spagna.

## Geografia fisica
Madrid è situata a 40°50′55″N 101°32′30″W (40.848611, -101.541661).
Secondo lo United States Census Bureau, ha un'area totale di 1,13 miglia quadrate (2,93 km²).

## Società

### Evoluzione demografica
Secondo il censimento del 2010, c'erano 231 persone.

### Etnie e minoranze straniere
Secondo il censimento del 2010, la composizione etnica del villaggio era formata dal 96,5% di bianchi e il 3,5% di altre razze. Ispanici o latinos di qualunque razza erano il 7,4% della popolazione.